# Quận Grant, Kansas
Quận Grant là một quận thuộc tiểu bang Kansas, Hoa Kỳ.
Quận này được đặt tên theo. Theo điều tra dân số của Cục điều tra dân số Hoa Kỳ năm 2006, quận có dân số 7552 người. Quận lỵ đóng ở Ulysses.6